# Terence Frederick Mitchell
Terence Frederick Mitchell (né le 3 mai 1919 et mort le 1er janvier 2007), communément appelé T. F. Mitchell, est un linguiste britannique et professeur de linguistique et de phonétique à l’université de Leeds.

## Biographie
Mitchell est né dans le Devon et a fait ses études à la Torquay Boys’ Grammar School (en) et à l’University College de Londres, où il a obtenu un BA en français et en espagnol en 1940. Il a ensuite servi dans l’Artillerie royale de l’armée britannique en Inde, en Birmanie et au Moyen-Orient jusqu’à ce qu’il soit congédié en tant que major en 1946.

## Carrière académique
En 1946, la première position universitaire de Mitchell est à la School of Oriental and African Studies (SOAS) de Londres où il travaille avec le professeur J. R. Firth.
Mitchell est resté à la SOAS jusqu’en 1964, date à laquelle il a été nommé professeur d’anglais contemporain à l’Université de Leeds. En 1966, sa chaire a été rebaptisée « Langue anglaise et Linguistique générale ». De 1967 à 1970, il fut président de la School of English at Leeds. En 1971, l’université a créé un département de linguistique et de phonétique. Mitchell est devenu professeur et est chef du département jusqu’en 1980, date à laquelle il prend sa retraite avec le titre de professeur émérite.
Pendant quinze ans, il est rédacteur en chef de la revue Archivum Linguisticum. Mitchell est également l’auteur de Teach Yourself Colloquial Arabic: the living language of Egypt, publié en 1962.

## Ouvrages (liste non exhaustive)
- (en) T. F. Mitchell, « The Active Participle in an Arabic Dialect of Cyrenaica », Bulletin of the School of Oriental and African Studies, University of London, vol. 14, no 1,‎ février 1952, p. 11–33 (DOI 10.1017/S0041977X00084160, JSTOR 608504)
- (en) T. F. Mitchell, « Particle-Noun Complexes in a Berber Dialect (Zuara) », Bulletin of the School of Oriental and African Studies, University of London, vol. 15, no 2,‎ juin 1953, p. 375–390 (DOI 10.1017/S0041977X00111152, JSTOR 608556)
- (en) T. F. Mitchell, Writing Arabic: a Practical Introduction to Ruqʻah Script, Londres, Oxford University Press, 1953 (réimpr. 1990) (ISBN 0-198-15150-0)
- (en) T. F. Mitchell, An introduction to Egyptian colloquial Arabic, Londres, Oxford University Press, 1956
- (en) T. F. Mitchell, « Prominence and Syllabication in Arabic », Bulletin of the School of Oriental and African Studies, University of London, vol. 23, no 2,‎ juin 1960, p. 369–389 (DOI 10.1017/S0041977X00149997, JSTOR 609703)
- (en) T. F. Mitchell, Colloquial Arabic : The living language of Egypt, Londres et Sevenoaks, Teach Yourself Books/Hodder and Stoughton, 1962 (réimpr. 1978) (ISBN 0-340-05774-2, iarchive:colloquialarabic0000mitc)
- (en) T. F. Mitchell, Principles of Firthian linguistics, London, Longman (ISBN 0-582-52455-5, iarchive:principlesoffirt0000mitc)
- (en) T. F. Mitchell, Pronouncing Arabic 1, Oxford, Clarendon Press, 1990 (ISBN 0198151519, iarchive:pronouncingarabi0000mitc)
- (en) T. F. Mitchell, Pronouncing Arabic 2, Oxford, Clarendon Press, 1993 (ISBN 0198239890)
- (en) T. F. Mitchell et Shahir Hassan, Modality, Mood, and Aspect in Spoken Arabic: with Special Reference to Egypt and the Levant, London, Kegan Paul International, 1994 (ISBN 0-710-30405-6)
- (en) T. F. Mitchell, « Zuaran Berber (Libya) », dans Harry Stroomer et Stanly Oomen, Grammar and Texts, Köln, Rüdiger Köppe Verlag, 2009 (ISBN 978-3-89645-926-8)